# Pat Morley
Pat Morley (Cork, 18 maggio 1965) è un ex calciatore irlandese.
Attualmente lavora come commentatore televisivo per Raidió Teilifís Éireann.

## Carriera
Debuttò in League of Ireland con la maglia del Waterford United il 25 novembre 1984 in casa del Finn Harps, e segnò una tripletta.
In carriera ha segnato quattro reti nelle competizioni europee: 
- nel 1993 in UEFA Champions League 1993-1994 contro il Cwmbran Town;
- nel 1998 in Coppa UEFA 1998-1999 contro i Rangers;
- nel 1999 in Coppa UEFA 1999-2000 contro il Göteborg;
- nel 2001 in Coppa Intertoto 2001 contro il Metalurgs Liepāja.

È secondo nella graduatoria dei migliori marcatori di tutti i tempi della League of Ireland; è stato capocannoniere del campionato nel 1992-1993 e nel 1999-2000.
È altresì il miglior cannoniere di tutti i tempi del Cork City con 129 reti segnate in campionato a pari merito con John Caulfield.

## Palmarès

### Club

#### Competizioni nazionali
- Campionato irlandese: 1

Cork City: 1992-1993
- Coppa d'Irlanda: 2

Shelbourne: 1996, 1997
- Coppa di Lega irlandese: 2

Cork City: 1994-1995
Shelbourne: 1995-1996

### Individuale
- Giocatore dell'anno della PFAI: 1

1991
- Capocannoniere del campionato irlandese: 1

1992-1993 (20 gol)